# Cam Davidowicz
Cameron Davidowicz (Estados Unidos, 6 de febrero de 1996), más conocido como Cam Davidowicz, es un jugador profesional estadounidense de rugby que se desempeña en la posición de ala cerrado en New England Free Jacks, equipo perteneciente a la liga Major League Rugby.

## Carrera
En 2021, Davidowicz se unió al equipo New England Free Jacks, con el cual disputa su tercera temporada en la Major League Rugby, teniendo en su haber más de cuarenta partidos jugados.